# Carles Casajuana i Palet

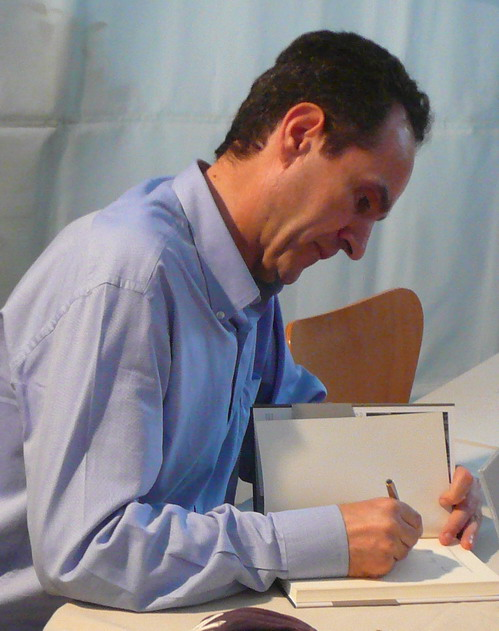
Carles Casajuana signeert op de Diada de Sant Jordi van 2009 in Barcelona

Carles Casajuana i Palet (Sant Cugat del Vallès, 1954) is een Catalaans schrijver en diplomaat. 

## Biografie
Casajuana i Palet studeerde economie en rechten aan de Universiteit van Barcelona en trad in 1980 tot de Spaanse diplomatieke wereld toe. Hij deed diplomatiek werk in onder andere Bolivia, de Filipijnen en op het hoofdkantoor van de Verenigde Naties in New York. 
Van 1991 tot 1996 was hij kabinetschef van de secretaris-generaal van het Spaanse Ministerie van Buitenlandse Zaken. Vervolgens werd Casajuana benoemd tot ambassadeur van Spanje in Maleisië, Vietnam en Brunei, en tussen 2001 en 2004 maakte hij deel uit van het politieke en veiligheidscomité van de Raad van de Europese Unie. Verder leidde hij binnen het Spaanse kabinet het departement Internationale Politiek en Veiligheid, totdat hij in augustus 2008 tot Spaans ambassadeur van Groot-Brittannië benoemd werd.
Casajuana publiceerde als schrijver verscheidene romans, waarvan enkele naar het Spaans en het Engels vertaald zijn, en een essay over schrijver Josep Pla en Nietzsche. In 2009 won hij de Premi Ramon Llull met L'últim home que parlava català en in 2014 del IV Premi Godó de Reporterisme i Assaig Periodístic met Les lleis del castell.

### Romans
- Tap d'escopeta (Quaderns Crema, 1987)
- Bondage (Quaderns Crema, 1989)
- La puresa del porc (Quaderns Crema, 1990)
- Punt de fuga (Quaderns Crema, 1992)
- Esperit d'evasió (Quaderns Crema, 1998)
- Diumenge de temptació (Quaderns Crema, 2001)
- Kuala Lumpur (Quaderns Crema, 2005)
- L'últim home que parlava català (Planeta, 2009)
- Un escàndol sense importància (Columna, 2011)
- El melic del món (Columna, 2013)
- Retorn (Columna, 2017)
- Les pompes del diable (Proa, 2019)

### Essay
- Pla i Nietzsche: afinitats i coincidències (1996)
- Les lleis del castell (2014)

## Onderscheidingen
- Premi Ramon Llull met L'últim home que parlava català (2009)
- IV Premi Godó de reporterisme i assaig periodístic per a Les lleis del castell (2014)

- Bibsys: 90561463
- Biblioteca Nacional de España: XX1724123
- Bibliothèque nationale de France: cb123367348 (data)
- Catàleg d'autoritats de noms i títols de Catalunya: 981058511688106706
- Gemeinsame Normdatei: 105709174X
- International Standard Name Identifier: 0000 0000 8182 2583
- Library of Congress Control Number: n88039393
- Nationale Bibliotheek van Israël: 987007342944705171
- Nederlandse Thesaurus van Auteursnamen: 074769936
- Système universitaire de documentation: 112282466
- Virtual International Authority File: 114157534
- WorldCat: E39PBJcWv8qmGxP6Tm67Kt8Hmd